# Kühnring (hrad)

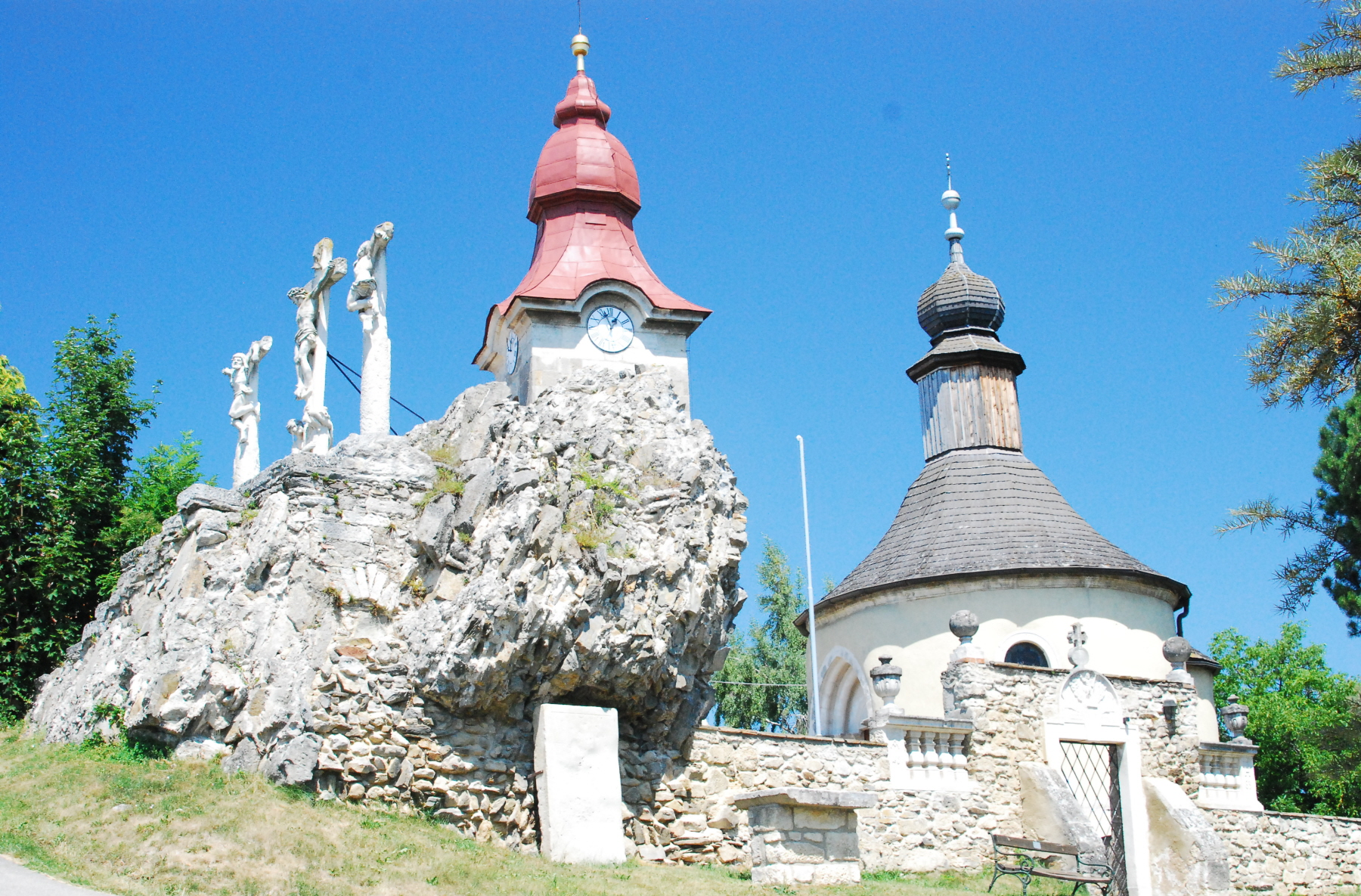
Pozůstatky zdi bývalého hradu Kuenringů a farní kostel sv. Filipa a Jakuba

Kühnring je zřícenina hradu v dolnorakouské obci Burgschleinitz-Kühnring, nachází se v oblasti Waldviertel, na severní straně pohoří Manhartsberg.
Hrad, který sloužil jako rodinné sídlo rodu Kuenringů, založil Hadmar I. z Kuenringu v první polovině 12. století. Hrad byl zničen po roce 1460 během války o dědictví mezi bratry Fridrichem III. Habsburským a Albrechtem VI. Habsburským. Na místě hradu stojí farní kostel Kühnring, který vznikl z hradní kaple, byl několikrát přestavován a současnou podobu získal v roce 1660.